# Ceratinia nise
Ceratinia nise är en fjärilsart som beskrevs av Pieter Cramer 1782. Ceratinia nise ingår i släktet Ceratinia och familjen praktfjärilar. Inga underarter finns listade i Catalogue of Life.